# Avro Canada CF-105 Arrow
Авро CF-105 Эрроу (англ. Avro CF-105 Arrow — стрела) — истребитель-перехватчик с дельтовидным крылом, создававшийся канадской компанией Avro Aircraft Limited (Canada) в 1953-59 годах. Серия из 5 опытных самолётов успешно прошла испытания в 1958—1959 годах, но в 1959 программа была свёрнута правительством Дифенбейкера, чьё противоречивое решение вызывало массу политических дебатов и споров.

## История
Вскоре после Второй мировой войны на вооружении СССР появились стратегические бомбардировщики, способные нести ядерное оружие и достигать территории Северной Америки и Европы. Чтобы противостоять этой угрозе западные страны начали разрабатывать истребители, способные перехватить бомбардировщики, прежде, чем те достигнут цели.
A. V. Roe Canada Limited, компания разработавшая первый канадский реактивный всепогодный истребитель Avro CF-100, начала работы над новым сверхзвуковым истребителем для RCAF в начале 1950-x. После долгих обсуждений и экспериментов для нового истребителя было выбрано дельтавидное крыло, относительно тонкое и имеющее большую площадь, что позволяло разместить в них большие запасы топлива и увеличить таким образом дальность действия. Было предложено две модификации истребителя: C104/1, с одним двигателем и C104/2, двухдвигательный вариант. На новой машине предполагалось использовать новые двигатели Orenda TR.9. Жаркие дискуссии между Avro и RCAF о характеристиках нового перехватчика привели в апреле 1953 года к появлению спецификаций AIR 7-3. Согласно этим спецификациям, будущий перехватчик должен был обладать следующими характеристиками:
- Экипаж из двух человек
- Два двигателя (Только двухдвигательный вариант мог обеспечить дальность, которую требовала RCAF)
- Дальность действия 300 морских миль (556 км) в дозвуковом режиме, и 200 морских миль (370 км) в режиме сверхзвукового перехватчика
- Способность взлетать и садиться с ВПП длиной 1800 метров
- Сверхзвуковая крейсерская скорость M=1,5 на высоте 15000 метров
- Возможность маневрировать с перегрузками до 2g, без потери высоты и скорости
- Истребитель должен был набирать скорость, соответствующую M=1,5, и высоту 15000 метров меньше чем за 5 минут с момента выдачи приказа на взлёт.

На истребителе предполагалось установить систему управления оружием MX-1179, производства Hughes в комплексе с ракетами AIM-4 Falcon класса «воздух-воздух» с тепловой и радилокационной головками самонаведения.
В декабре 1953 года в рамках программы было выделено 26 миллионов долларов на НИОКР, включая создание опытных образцов. Поначалу проекту не уделялось много внимания, но в 1954 году, после принятия на вооружения СССР реактивного бомбардировщика М-4 и успешных испытаний советской водородной бомбы, приоритеты изменились. В марте 1955 года компания получает около 260 миллионов долларов на постройку 5 опытных образцов Arrow Mark 1 с последующей постройкой 35 серийных Arrow Mark 2.

## Испытания
Первый образец CF-105, названный RL-201, выехал из ангара 4 октября 1957 года. Компания планировала привлечь большое внимание к этому событию, было приглашено свыше 13000 гостей. Однако запуск первого советского спутника в тот же день отвлёк внимание общественности и СМИ от истребителя.
Первый полёт RL-201 состоялся 25 марта 1958 года. За штурвалом самолёта сидел легендарный лётчик-испытатель фирмы Avro Януш Жураковский. Первые полёты прототипа проходили на удивление гладко, самолёт показывал прекрасную управляемость на всех режимах. Во многом хорошая управляемость объяснялась свойствами дельтовидного крыла, но также хорошо себя проявила система искусственного повышения устойчивости самолёта. Прототип превысил скорость звука уже в третьем полёте, а в седьмом была достигнута скорость более 1700 км/ч на высоте 15 км, при наборе высоты. Позднее была достигнута максимальная скорость, соответствующая M=1,98 (то есть в 1,98 раз превышающая скорость звука) при задействовании только 3/4 тяги двигателей.

## Политическое решение
В июне 1957 года либеральное правительство потерпело поражение на выборах и Прогрессивно-Консервативное правительство под руководством Джона Дифенбейкера пришло к власти. Дифенбейкер, чья предвыборная кампания была построена на обвинение либералов в слишком больших тратах, не являлся сторонником проекта «Arrow».
В августе 1957 Дифенбейкер подписал соглашение с США по NORAD (англ. North American Air Defence), согласно которому RCAF подчинялись ПВО США. В рамках системы NORAD и программы SAGE предполагалось использовать зенитные ракеты BOMARC с ядерными боевыми частями для перехвата советских бомбардировщиков. При размещении ракет в США, перехват бомбардировщиков происходил бы над территорией Канады, что приводило к проблеме воздушных ядерных взрывов над густонаселёнными канадскими провинциями. Поэтому было предложено разместить ракеты в Канаде, чтобы сдвинуть зону перехвата дальше на север. Рассматривая программы перевооружения, правительство пришло к выводу, что страна не может позволить себе вести одновременно две программы: SAGE и Arrow. Канада была не единственной страной, закрывшей проект высокоскоростных истребителей перехватчиков. Два аналогичных проекта в США — Republic XF-103 и XF-108 Rapier были закрыты приблизительно в то же время.

## Закрытие программы («Чёрная пятница»)
20 февраля 1959 года, в день, известный среди сотрудников фирмы Avro как «Чёрная пятница», Дифенбейкер объявил канадской Палате Общин о закрытии проекта Arrow и программы Iroquois. Руководству Avro пришлось уволить около 14000 работников с предприятий, которые были вовлечены в проект. Все чертежи, испытательные модели и другие материалы по проекту были уничтожены. Ведущие инженеры проекта нашли работу в США, Великобритании и Франции. В США, группа из 30 инженеров Avro по руководством Джима Чамберлена стала ведущей группой специалистов NASA, принимавших участие в космических программах Меркурий, Джемини, Аполлон.

## Итоги
В 1961 году, RCAF приобрели 66 американских CF-101 «Вуду» для использования в качестве истребителей-перехватчиков, взамен так и не поступивших на вооружение CF-105 Arrow. Противоречия и споры, окружавшие эту сделку, а также приобретение Канадой ракет Bomarc с ядерной БЧ, были одной из главных причин отставки правительства Дифенбейкера в 1962. Несмотря на то что все материалы по CF-105 и двигателями Orenda Iroquois были уничтожены, чудом сохранившаяся носовая часть одного из первых прототипов Mk 2 Arrow, хранится сейчас в Канадском Авиационном Музее в Оттаве. Там же можно увидеть макет реактивного двигателя Arrow: Iroquois.

## Реплики CF-105 Arrow
В 1989 году житель Уэтаскивина Алан Джексон (англ. Allan Jackson), уволенный из авиационной промышленности после прекращения проекта Arrow в 1959 году, решил самостоятельно сделать макет хотя бы части самолёта. Он начал с носовой части, но потом решился построить копию всего самолёта. К 1996 году макет был готов почти на 70 %, когда Джексона нашёл продюсер мини-сериала «The Arrow», снимавшегося в то время Канадской радиовещательной корпорацией и предложил ему достроить реплику для съёмок в фильме. После окончания съёмок сериала, реплика несколько раз выставлялась на различных авиашоу, а затем была передана в дар Музею Рейнольдса-Альберты в Уэтаскивине, родном городе Джексона, провинция Альберта. Находясь в уличной экспозиции музея, в 2009 году реплика была повреждена снежной бурей. В настоящее время она восстановлена, но недоступна для осмотра.

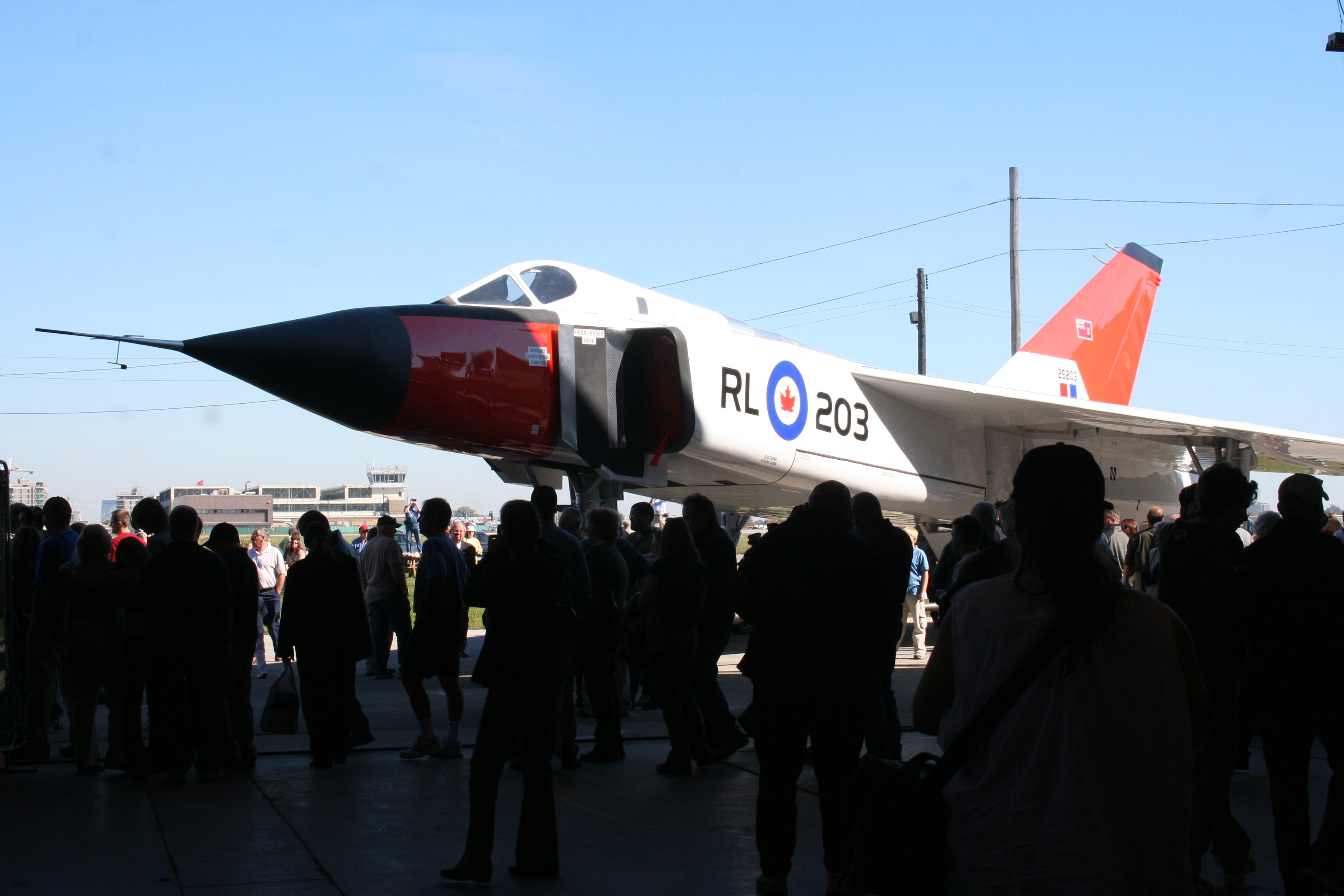
CF-105 Arrow (реплика), 8 октября 2006 года

Другая копия CF-105 находится в Музее Авро в Канаде. Это настоящий летающий самолёт в масштабе 2:3 (0,6). Директор Музея Авро, Даг Хислип (англ. Doug Hyslip) в 1996 году возглавлял группу моделистов, изготовивших модель самолёта в масштабе 1:5 для съёмок сериала «The Arrow». Модель успешно летала и Даг задумал построить модель уже в масштабе 1:2. Однако такой самолёт был слишком мал для находившегося в нём пилота и размеры модели пришлось увеличить. Для того, чтобы уложиться в нормы канадского законодательства о лёгкой авиации, пришлось ограничить масштаб модели 2:3 (что примерно соответствует размерам CF/A-18), изготовление полноразмерной летающей копии потребовало бы регистрации её как настоящего самолёта, с необходимостью дорогостоящей сертификации. Изготовление копии из современных композитных материалов потребовало 5 лет, труда десятка добровольцев и 555 тыс. долларов, оно было завершено в сентябре 2005 года. Модель участвует во многих мероприятиях и доступна для обозрения в Музее Авро.
Ещё одну полноразмерную копию Arrow изготовил Канадский музей авиации и космоса в Торонто с помощью местных авиастроительных компаний. Копия представляет собой каркас из труб, обшитый алюминиевыми листами, и имеет отдельные узлы, аутентичные узлам оригинала, так, например, шасси копии изготовлено компанией Messier-Dowty, разработчиком шасси настоящего CF-105. Окраска копии, воспроизводящая окраску Arrow 25203, выполнена компанией Bombardier Aerospace. В октябре 2006 года эта копия принимала участие в мероприятии, посвящённой годовщине показа первого экземпляра Arrow 4 октября 1957 года.

## Тактико-технические характеристики

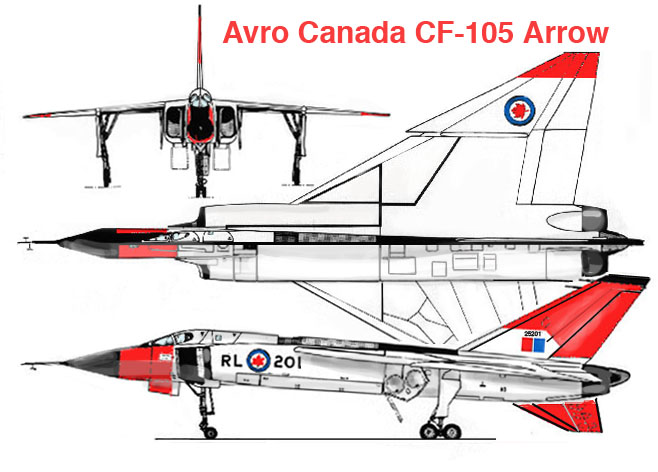
Avro CF-105 Arrow

Технические характеристики
- Экипаж: 2 человека
- Длина: 23,71 м
- Размах крыла: 15,24 м
- Высота: 6,25 м
- Площадь крыла: 113,8 м²
- Масса пустого: 22 245 кг
- Масса снаряжённого: 25 820 кг
- Максимальная взлётная масса: 31 120 кг
- Силовая установка: 2 ×  ТРДДФ Pratt & Whitney J75
  - Бесфорсажная тяга: 2 × 76.5 kN
  - Форсажная тяга: 2 × 109 kN

Лётные характеристики
- Максимальная скорость: 2104 км/ч
- Крейсерская скорость: 977 км/ч
- Боевой радиус: 660 км
- Практический потолок: 18 300 м

Вооружение
- Управляемые ракеты: AIM-4 Falcon, Canadair, AIR-2 Genie(ядерная боеголовка)